# Саммит Италия – Африка (2024)
С 28 по 29 января в Риме прошёл саммит Италия–Африка 2024 года. Мероприятие было организовано итальянским правительством, и в нём приняли участие едставители сорока пяти африканских стран, а также Африканского союза.

## Предыстория
Саммит проходил на фоне растущего потока иммигрантов из Северной Африки в Италию, особенно в связи с увеличением числа людей, использующих лодки для пересечения Средиземного моря. После всеобщих выборов в Италии в 2022 году Джорджия Мелони, представляющая партию «Братья Италии», была избрана премьер-министром. Она победила, опираясь на свою программу, которая включала борьбу с нелегальной иммиграцией и поддержку идей умеренного евроскептицизма. Объявление о саммите было воспринято как попытка Мелони поднять статус внешней политики Италии и ограничить иммиграцию.

## Саммит
Саммит проходил в Риме в Палаццо Мадама. 28 января президент Серджио Маттарелла принял глав делегаций в Квиринальском дворце.
Главным событием саммита стало представление Плана Маттеи — стратегической инициативы, названной в честь Энрико Маттеи, основателя итальянского энергетического гиганта Eni. Этот план, рассчитанный на четыре года и предполагающий годовой бюджет в размере 3 миллиардов евро, нацелен на устранение основных экономических причин массовой миграции. Он уделяет особое внимание сотрудничеству в области энергетики, инвестициям в здравоохранение и образование, а также развитию критически важной инфраструктуры. Однако, несмотря на свою важность, план Маттеи сталкивается с рядом трудностей, включая финансовые проблемы Италии и конкуренцию со стороны глобальных игроков в Африке. Критики сомневаются в его реализуемости и предлагают разработать более четкую стратегию.
Италия объявила о своих первых инвестициях в размере 5,5 миллиардов евро для реализации этого плана.

## Участвующие страны
На совещании присутствовали представители сорока пяти африканских стран, а также Африканского союза. В их числе было более 20 глав государств и представители Европейского союза.
Среди участников были:
- Мариам Талата — вице-президент Бенина
- Проспер Базомбанза — вице-президент Бурунди
- Жозе Улиссеш де Пина Коррейя-и-Силва — премьер-министр Кабо-Верде
- Фостен-Арканж Туадера — президент Центральноафриканской республики
- Азали Ассумани — президент Коморы
- Дени Сассу-Нгессо — президент Республики Конго
- Тьемоко Мейлиет Коне — вице-президент Кот-д'Ивуара
- Абдулкадер Камил Мохамед — премьер-министр Джибути
- Теодоро Нгема Обианг Манге — вице-президент Экваториальной Гвинеи
- Исайяс Афеворки — президент Эритреи
- Рассел Ммемо Дламини — премьер-министр Эсватини
- Абий Ахмед Али — премьер-министр Эфиопии
- Нана Аддо Данква Акуфо-Аддо — президент Ганы
- Умару Моктар Сисоку Эмбало — президент Гвинеи-Бисау
- Джорджа Мелони — премьер-министр Италии
- Уильям Самои арап Руто — президент Кении
- Абдель Хамид ад-Дбейба — премьер-министр Ливии
- Мухаммед ульд аш-Шейх аль-Газуани — президент Мавритании
- Азиз Аханнуш — премьер-министр Марокко
- Патрис Эмери Тровоада — премьер-министр Сан-Томе и Принсипи
- Маки Саль — президент Сенегала
- Хасан Шейх Махмуд — президент Сомали
- Мухаммад Яллоу — вице-президент Гамбим
- Каис Саид — президент Туниса
- Робина Наббанджа — премьер-министр Уганды
- Эммерсон Дамбудзо Мнангагва — президент Зимбабве
- Урсула Гертруда фон дер Ляйен — председатель Еврокомисии
- Шарль Ив Жан Гизлен Мишель — председатель Евросовета
- Роберта Метсола — депутат Европарламента
- Азали Ассумани — председатель Африканского союза
- Мусса Факи Мохамед — председатель комиссии

На мероприятии присутствовали делегации из различных стран, не возглавляемые главами государств или правительств. Среди них были представители Алжира, Анголы, Ботсваны, Демократической Республики Конго, Египта, Замбии, Камеруна, Лесото, Маврикия, Мадагаскара, Малави, Намибии, Руанды, Сейшельских островов, Сьерра-Леоне, Южного Судана, Танзании, Того, Чада и Южной Африки. Также были представлены международные организации, такие как Международный валютный фонд (МВФ), Международное энергетическое агентство (МЭА), Всемирный банк и Организация Объединенных Наций.

## Последствия
Италия, которая председательствовала в G7 в 2024 году, придает большое значение стратегическому партнерству с Африкой. Она планировала пригласить лидеров четырех африканских стран и Африканского союза на саммит G7, который прошел в Риме в июне 2024 года.